# Monte Doglia
Il monte Doglia è un rilievo montuoso situato nella Sardegna nord occidentale. Con i suoi 432 m risulta essere il più elevato della Nurra di Alghero.
Il monte, che sovrasta l'aeroporto di Alghero-Fertilia, ospita sulla sommità una radioassistenza ad uso militare e civile per la navigazione aerea in rotta; nel suo comprensorio sono inoltre presenti numerosi manufatti bellici risalenti alla seconda guerra mondiale.

## Bibliografia

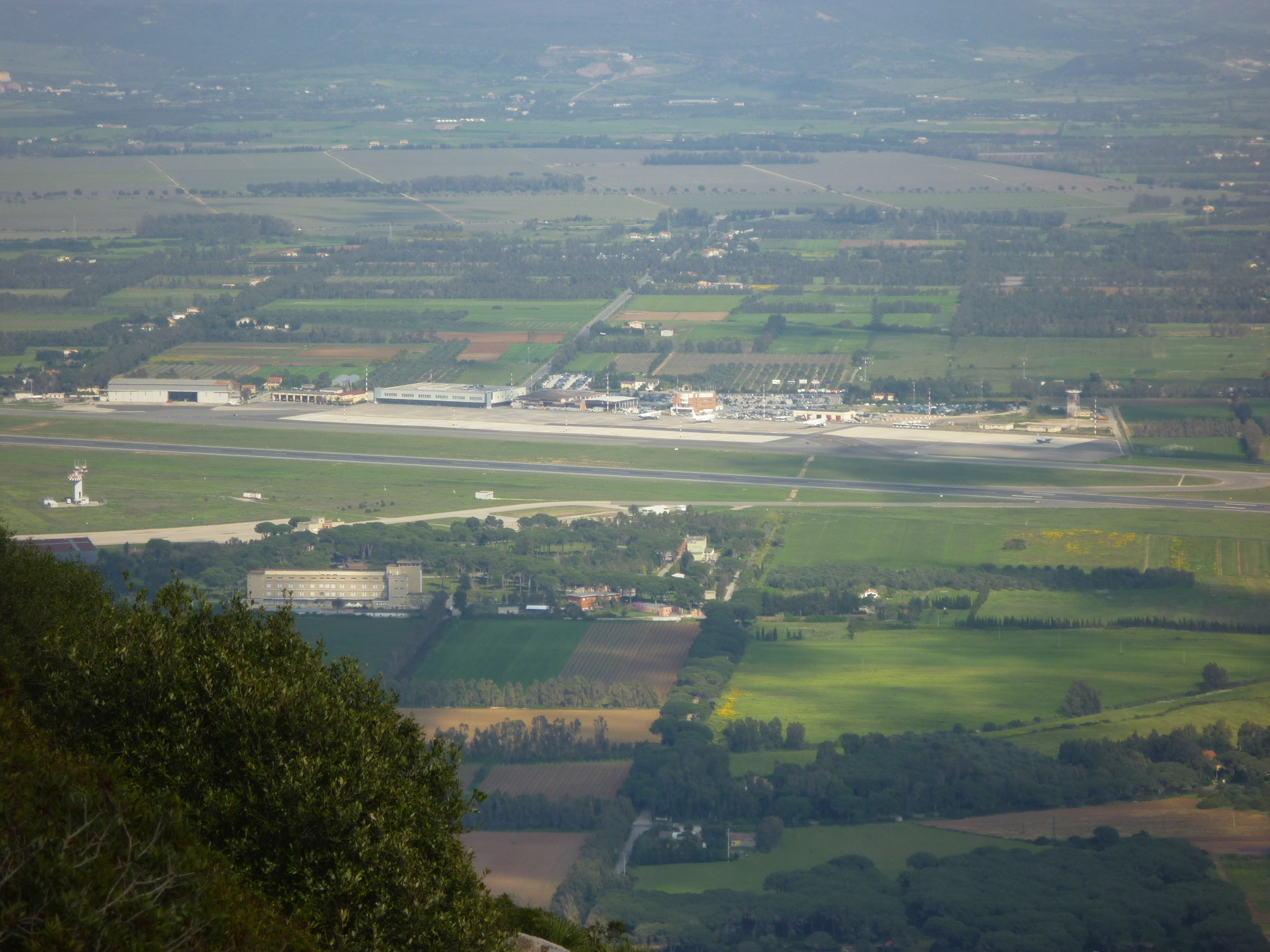
L'aeroporto di Alghero-Fertilia visto dal monte Doglia